# WRC: Rally Evolved
WRC: Rally Evolved (também conhecido como World Rally Championship 5: Rally Evolved ou simplesmente WRC 5) é o último game da série World Rally Championship publicado pela Sony Computer Entertainment. O jogo foi desenvolvido pela Evolution Studios, como toda a série foi tão longe e o visual caracterizado por carros licenciados e autênticos cursos de WRC temporada de 2005, com base em imagens por satélite das paisagens. 

## Novos Recursos
WRC Rally Evolved é uma das mais drásticas atualizações para a série até agora, devido aos muitos novos recursos atualizados. Mais notável é o "evento aleatório" do jogo, o que cria aleatóriamente perigos que o jogador deve navegar ao conduzir no percurso. Estes eventos aleatórios podem ser vários, desde deslizes de rochas, animais na pista ou mesmo rios ou canos derramando água sobre o pavimento, tornando-se possa. No entanto, alguns eventos aleatórios são uma vantagem para o jogador - outros (AI) drivers estão no curso (embora isto seja raro pois esta não é uma ocorrência comum na real WRC), e o jogador pode assim bater-los no percurso. Além disso, o co-piloto do jogador mantém-se atualizado sobre outros carros, e ocasionalmente outros carros batem e desistem do rali (jogadores podem  frequentemente destruír o carro no local ou derrubar carros no solo).
WRC: Rally Evolved também dispõe de novos conjuntos de automóveis, incluindo carros "históricos", essencialmente os altamente sintonizado caroros de Grupo B, incluindo o Ford RS200, o Renault 5 Turbo e do Peugeot 205 T16.

## Ligações Externas
- Site Oficial
- Informações do jogo